# RENFE-Baureihe 252
Die Baureihe 252 sind elektrische Lokomotiven des spanischen staatlichen Eisenbahnunternehmens RENFE. Sie wird sowohl für den Güter- als auch für den schnellen Reiseverkehr eingesetzt. 15 Lokomotiven wurden für das regelspurige AVE-Hochgeschwindigkeitsnetz und 60 für das iberische Breitspurnetz (1668 mm) gebaut.
Die Baureihe 252 repräsentiert die erste Generation der EuroSprinter-Familie.

## Geschichte
Im März 1989 vergab die RENFE den Auftrag zur Lieferung von 75 Lokomotiven an ein Konsortium, bestehend aus den Firmen Krauss-Maffei, ABB, Thyssen Henschel, MEINFESA, CAF und als Konsortialführer Siemens. Da das spanische Eisenbahnnetz teilweise in Breitspur, als auch in Regelspur ausgeführt ist und es auch teilweise mit 3 kV Gleichstrom, als auch mit 25 kV Wechselstrom mit 50 Hz elektrifiziert ist, wurden verschiedene Varianten bestellt:
- 15 Stück als Regelspur-Zweisystemlokomotiven
- 15 Stück als Breitspur-Zweisystemlokomotiven
- 45 Stück als Breitspur-Einsystemlokomotiven für den Gleichstrombetrieb

Die 15 Regelspurlokomotiven wurden in Deutschland gefertigt. Thyssen-Henschel lieferte hierbei die Wagenkästen, ABB den Großteil der elektrischen Ausrüstung und bei Krauss-Maffei in München fand die Endmontage statt. Die als Breitspurlokomotiven bestellten 60 Lokomotiven wurden von CAF und Meinfesa in Spanien produziert.
Ursprünglich wurden die Lokomotiven für das Regelspur-Netz weiß und die für das Breitspur-Netz gelb lackiert. Lediglich die erste regelspurige Lokomotive 252 001 wurde zunächst gelb lackiert, jedoch noch vor der Auslieferung weiß lackiert.
Das Rollout der ersten Lokomotive erfolgte am 18. Juni 1991 in München-Allach, welche gleichzeitig die 20.000 Lokomotive von Krauss-Maffei darstellte. Die Lokomotive 252 002 stellte am 28. November 1991 auf der Schnellfahrstrecke Madrid–Sevilla einen spanischen Geschwindigkeitsrekord mit 256 km/h auf. Dieser wurde am 3. Mai 1994 durch die 252 009 mit 302 km/h gebrochen.
1995 wurde 252 054 bei einem Unfall beschädigt und daraufhin ausgemustert. Ebenfalls ausgemustert wurde 2003 die Lokomotive 252 062 nach einem Unfall sowie 2005 die 252 009 nach einem Brand.

## Technik

### Allgemeines
Bei den Fahrzeugen der Baureihe 252 handelt es sich um Streckenlokomotiven für den Personen- und Güterverkehr mit zwei Endführerräumen und der Radsatzanordnung Bo’Bo’. Zwischen den Führerräumen befindet sich der Maschinenraum mit einem geraden Mittelgang, der die beiden Führerräume verbindet und an dessen Seiten die Maschinen- und Hilfsanlagen angeordnet sind. Der ölgekühlte Transformator der Zweisystemlokomotiven ist zwischen den Drehgestellen unterflur aufgehängt. Bei den Gleichstromlokomotiven sind im Trafokessel nur Drosseln eingebaut; die Massendifferenz wurde durch Ballaste ausgeglichen.
Bei den Lokomotiven handelt es sich um eine Neukonstruktion, die aber auf viele Konstruktionsprinzipien und Betriebserfahrungen der DB-Baureihe 120.1 beruht, deren letzte Lokomotive kurz vor der Auftragsvergabe ausgeliefert wurde. Insbesondere im mechanischen Teil sind die Ähnlichkeiten groß. Wie diese handelt es sich um Lokomotiven mit Drehstromantriebstechnik, jedoch wurde insbesondere bei der elektronischen Steuerung sowie der Leistungselektronik der technologische Fortschritt berücksichtigt.

### Mechanischer Teil
Der Wagenkasten sollte für alle Lokomotiven gleich sein, sodass durch den Tausch der Drehgestelle eine Umwandlung zwischen Breit- und Regelspur möglich ist. Der Wagenkasten gliedert sich in das Untergestell, die Seitenwände und die Führerhäuser. Das Untergestell besteht aus zwei Seitenlangträgern, einen Mittellangträger und sechs Querträger, von denen je zwei an den Kopfenden, an den Drehzapfen und am Transformator angeordnet sind. Die Seitenwände und die Führerhäuser wurden aus Profilstahlgerippe mit aufgeschweißten Stahlblechen aufgebaut. Um das Gewicht zu minimieren wurden die Dächer, die Gerätegerüste, die Führertischstruktur und die Druckluftbehälter aus Leichtmetall gefertigt.
Die Drehgestelle sind als vollständig geschweißte, geschlossene Rahmenkonstruktion ausgeführt. Die beiden Drehgestell-Langträger sind über zwei Kopfquerträger und einen Mittelquerträger verbunden. In den Mittelquerträger taucht der tiefangelenkte Drehzapfen ein, welcher die horizontalen Kräfte zwischen Drehgestell und Wagenkasten über Lemniskantenlenker aufnimmt. Die Drehgestell-Langträger haben keine Kröpfung, dafür seitliche Balkone, auf denen sich die Sekundärfederung in Form von Flexicoil-Schraubenfedern abstützt. Die Radsätze werden in den Drehgestellrahmen auch durch Lemniskatenlenker geführt, die Primärfederung besteht ebenfalls aus Schraubenfedern. Beide Federstufen sind mit Schwingungsdämpfern ausgerüstet.
Im Unterschied zur DB-Baureihe 120 sind die Fahrmotoren über Pendellenker an den Kopf- und Mittelquerträgern vollständig gefedert aufgehängt. Die Kraftübertragung auf die Radsätze erfolgt über Gummigelenkhohlwellenantriebe. Wie bei der DB-Baureihe 120 ist das einstufige Getriebe pfeilverzahnt.
Bei der Auslegung der Fahrzeuge wurde auch der Einsatz vor Talgo-Züge mit passiver Neigetechnik berücksichtigt, wodurch bei Bogenfahrten erhöhte unausgeglichene freie Seitenbeschleunigungen auftreten. Aus diesem Grund wurden in der Radsatzlagerung Kegelrollenlager verwendet.

### Elektrischer Teil
Elektrisch unterscheidet sich die Baureihe 252 von der DB-Baureihe 120 einerseits durch die Mehrsystemfähigkeit und andererseits durch eine neuere GTO-Halbleitergeneration. So hatte die DB-Baureihe 120 noch 480 Halbleiterelemente im Leistungsteil, die Baureihe 252 hingegen nur noch 100, wodurch die Stromrichter kompakter ausgeführt werden konnten. Die Stromrichter sind aus je Fahrmotor drei versetzt getakteten Vierquadrantenstellern, die je Drehgestell in einen gemeinsamen Zwischenkreis einspeisen und je Fahrmotor einem aus dem Zwischenkreis gespeisten Pulswechselrichter aufgebaut. Die Radsätze der Lokomotive können somit einzeln angesteuert werden. Im Wechselstrombetrieb arbeiten die Vierquadrantensteller als Gleichrichter, im Gleichstrombetrieb werden zur Regelung der Zwischenkreisspannung je zwei der drei Vierquadrantensteller als Gleichstromsteller genutzt.
Der beim elektrischen Bremsen erzeugte Strom kann bei einem aufnahmefähigen Netz rückgespeist werden, ansonsten wird dieser mithilfe von Bremswiderständen in Wärme umgewandelt.
Die Steuerung und die Diagnose beruht auf dem SIBAS-16-System.

## Einsatz
Die Lokomotiven werden spanienweit im schnellen Reise- und Güterverkehr eingesetzt. Auf den AVE-Strecken ziehen sie auch die mit passiver Neigetechnik ausgestatteten Talgo-Züge. Durch den vermehrten Einsatz von Triebzügen ging jedoch der Bedarf an regelspurigen Lokomotiven zurück, weshalb ein Teil der Fahrzeuge auf Breitspur umgebaut wurde. Seit Dezember 2010 wurden vier Lokomotiven (017, 024, 025 und 028) zusätzlich für den Betrieb mit 1,5 kV tauglich gemacht. Diese werden für die Traktion von Güterzügen auf der Schnellfahrstrecke Barcelona – Figueres und weiter über die LGV Perpignan–Figueres nach Perpignan in Frankreich eingesetzt. Die geringe elektrische Leistung unter 1,5 kV erlaubt betrieblich keinen Einsatz über den Bahnhof von Perpignan hinaus.

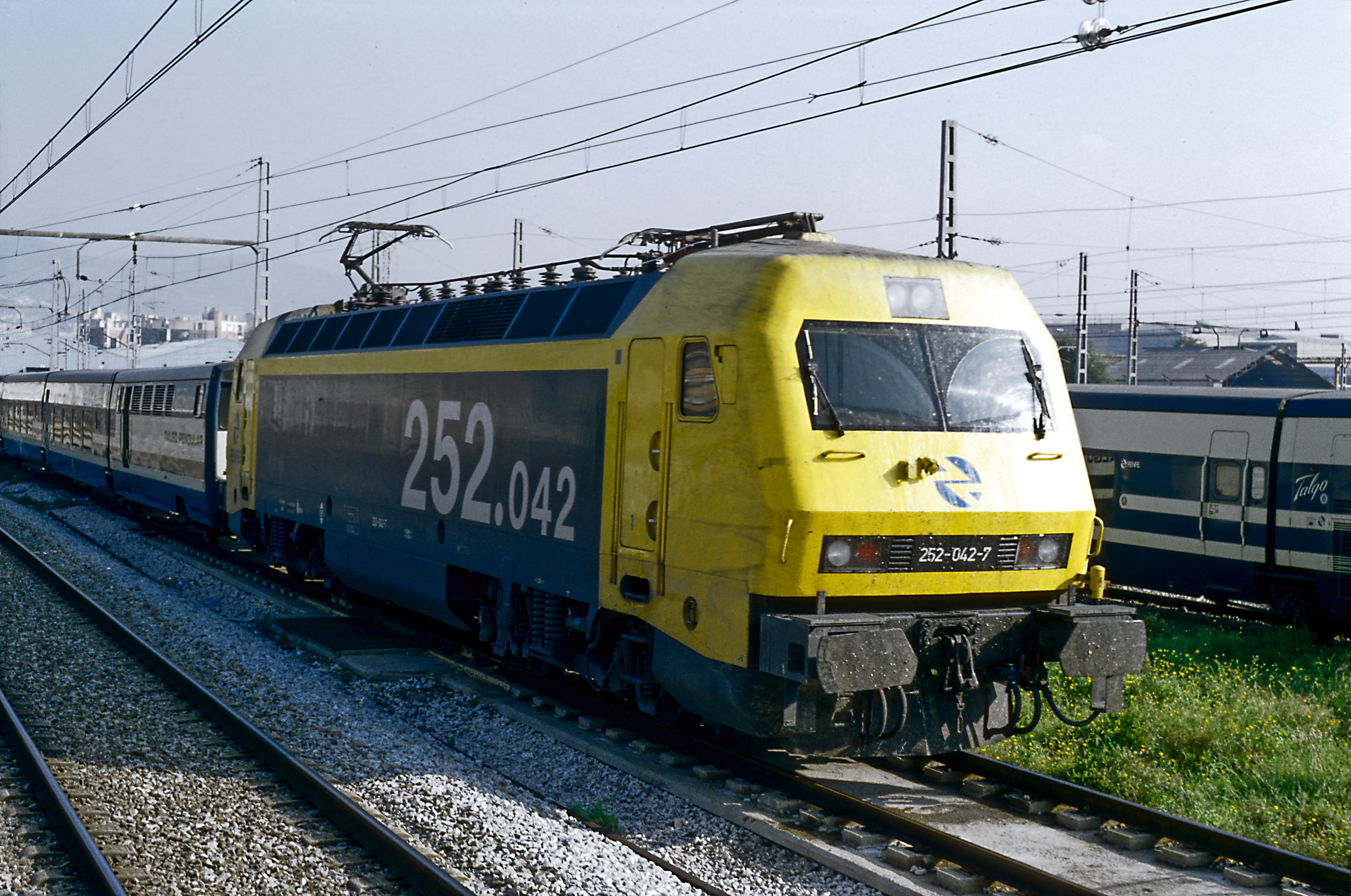
Bf Barcelona San Andreu Comtal, 252 042 im »Taxi«-Anstrich amarillo-gris
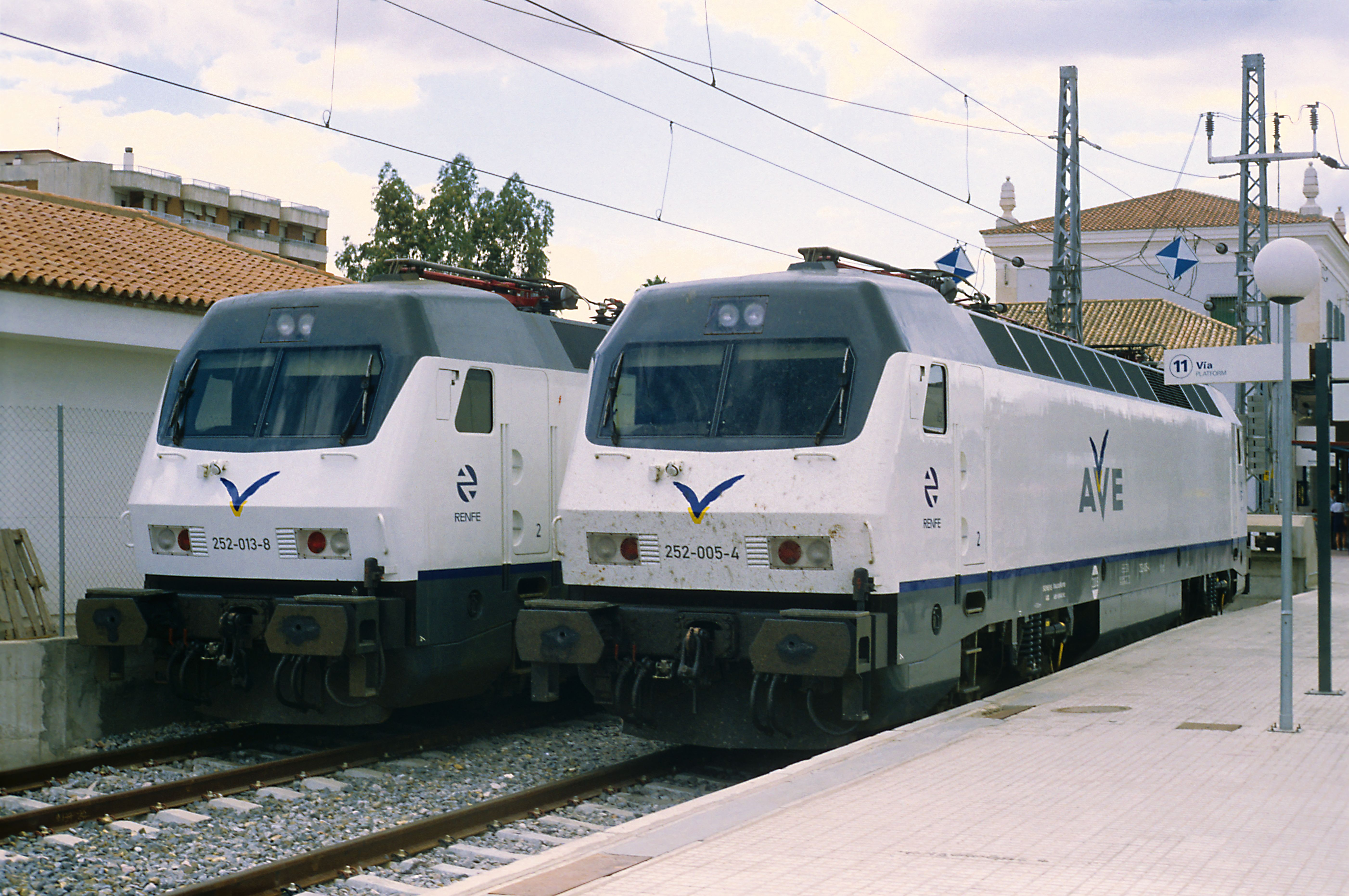
Regelspurmaschinen 252 013 und 005 mit dem ersten AVE-Anstrich im alten Bahnhof Córdoba C
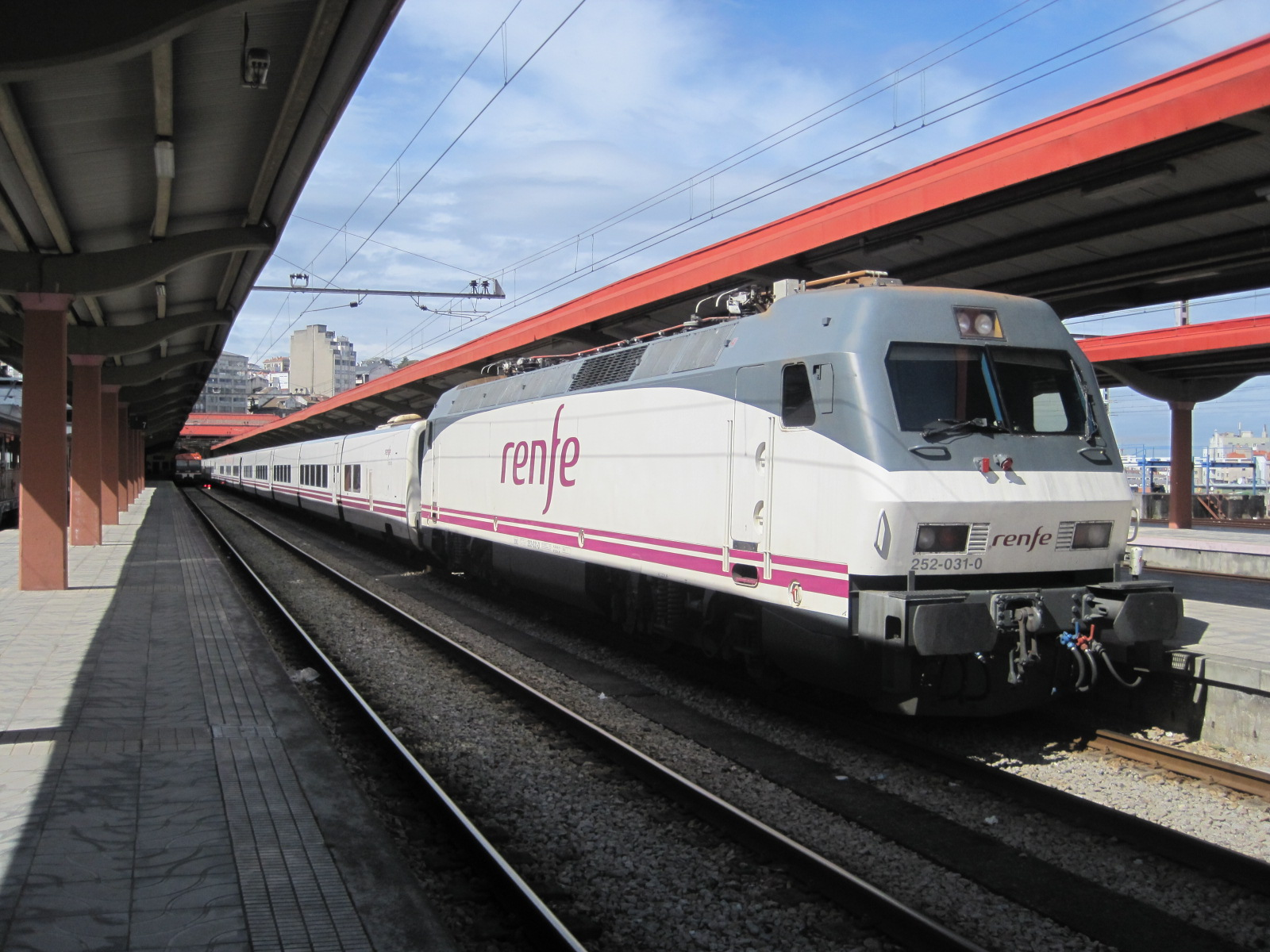
Bf Vigo, 252 031 auf Breitspur mit Talgo-Hotelzug
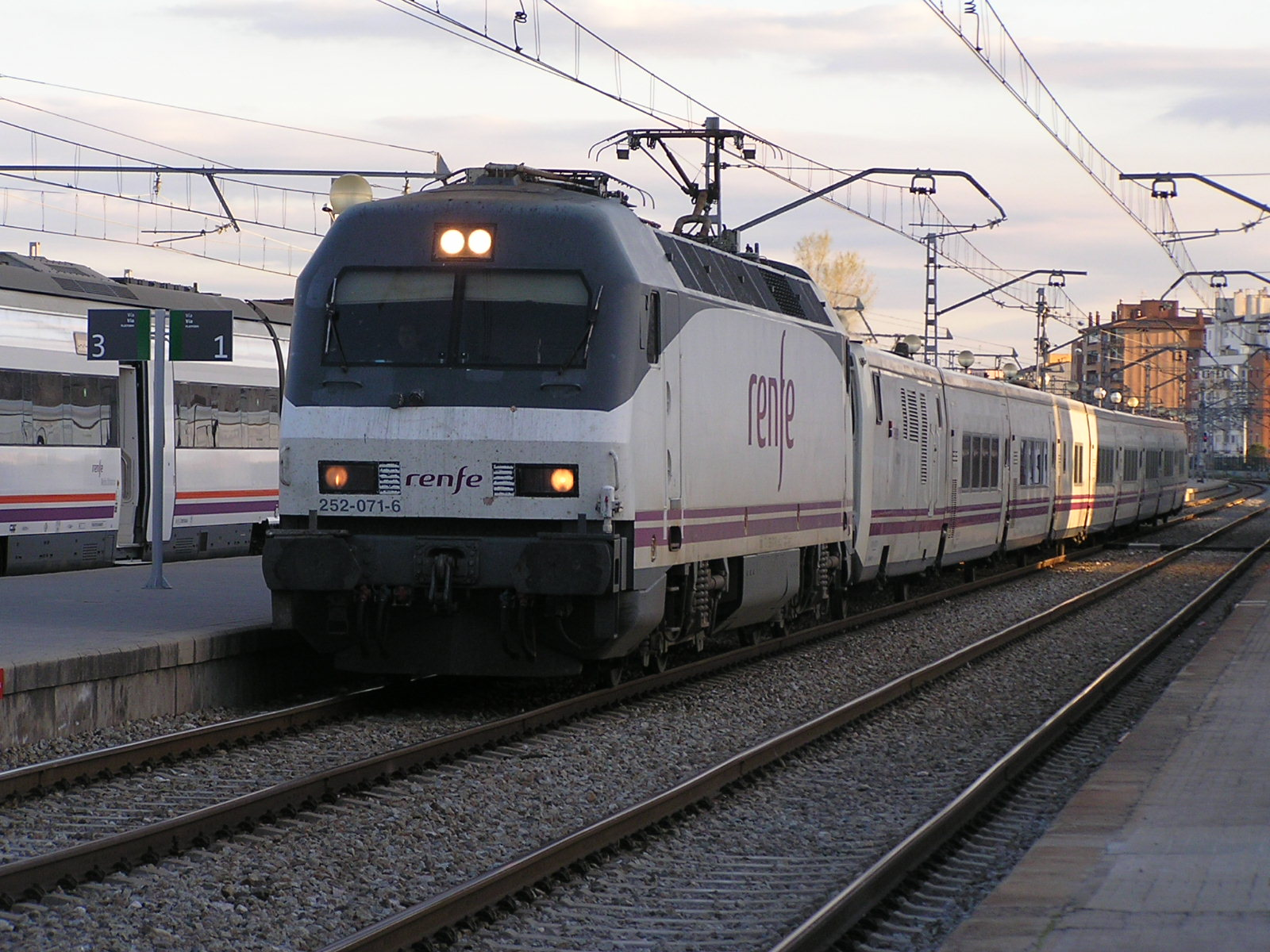
Bf Figueras, 252 071 mit Talgo »Mare Nostrum« Cartagena–Montpellier auf Breitspur
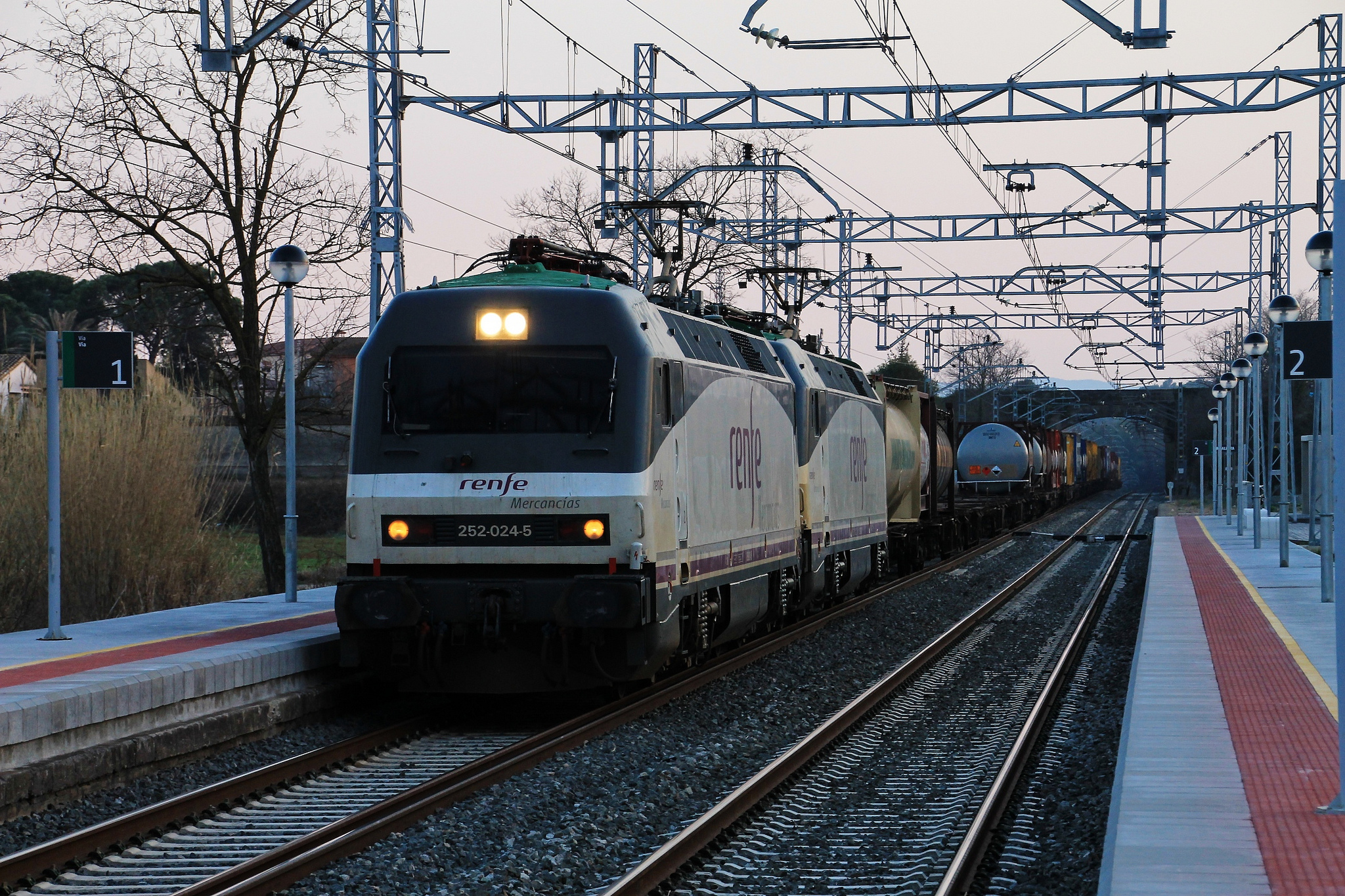
Regelspuriger Güterzug Richtung Frankreich mit den Maschinen 252 024 und 025 auf dem Dreischienengleis im Bf Camallera